# Кома (комета)

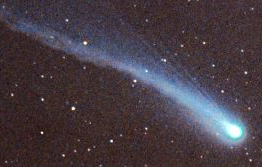
Комета Икэя — Чжана (март 2002)

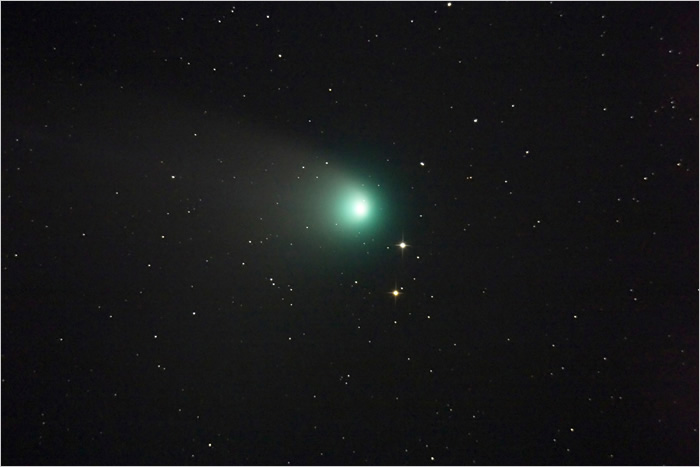
Снимок кометы C/2001 Q4 (NEAT)

Кома (из лат. coma, от др.-греч. χομη/κομη — волосы) — облако из пыли и газа, окружающее ядро кометы. Вместе «кома» и «ядро» образуют «голову» кометы. С приближением кометы к Солнцу «голова» увеличивается, и иногда появляется «хвост».
Кома кометы имеет почти шаровую форму и обычно тянется от 100 тыс. до 1,4 млн км от ядра (по последним данным изучения кометы Холмса). Давление света может деформировать кому, вытянув её в антисолнечном направлении.